# Superammasso del Pesce Australe
Il Superammasso del Pesce Australe (SCl 208) è un superammasso di galassie situato nella costellazione della Gru alla distanza di 257 milioni di parsec dalla Terra (circa 838 milioni di anni luce).
La sua lunghezza è stata calcolata in 17 milioni di parsec.
È costituito principalmente dagli ammassi di galassie Abell 3910, Abell 3963, Abell 3984, Abell 3987, Abell 3998 e Abell 4010.